# Бусол (авіакомпанія)
Авіакомпанія «Бу́сол» (Busol Airline, ICAO — BUA, укр. вн. код — БУС, рос. вн. код. — БС) — транспортна авіакомпанія. Перша авіакомпанія в Україні, створена після розпаду СРСР в рамках конверсії на базі військових бортів і екіпажів ВТА. Організована як товариство з обмеженою відповідальністю у місті Узин 20 січня 1993 року.
Засновником та одним з перших керівників компанії був Михайло Башкіров.

## Флот
Компанія експлуатувала конверсійні військово-транспортні літаки таких типів:
- 3 х Ан-12БК
- 2 х Ан-26
- 1 х Ан-26Б
- 2 х Іл-76МД
- 6 х Іл-78

| Модель  | Держзнак | Заводський номер | Рік виготовлення |
| ------- | -------- | ---------------- | ---------------- |
| Ан-12БК | UR-11347 | 8346105          | 1968             |
| Ан-12БК | UR-11348 | 7345208          | 1967             |
| Ан-12БК | UR-11349 | 9346302          | 1969             |
| Ан-26   | UR-26241 | 0909             | 1971             |
| Ан-26   | UR-26244 | 7705             | 1979             |
| Ан-26Б  | UR-26602 | 4407             | 1977             |
| Іл-76МД | UR-76413 | 1013407215       | 1991             |
| Іл-76МД | UR-76680 | 0063467020       | 1986             |
| Іл-78   | UR-76412 | 0083488638       | 1988             |
| Іл-78   | UR-76414 | 0083482478       | 1988             |
| Іл-78   | UR-76415 | 0083481440       | 1988             |
| Іл-78   | UR-76609 | 0043453597       | 1984             |
| Іл-78   | UR-76682 | 0063467027       | 1986             |
| Іл-78   | UR-76767 | 0083487598       | 1988             |

Всього експлуатувалося 14 літаків. Працювала на внутрішніх та міжнародних напрямках. Станом на грудень 2005 року аеропортом базування був Бориспіль (UKBB).